# 데니스 해스터트

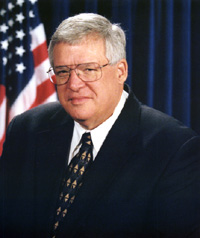
데니스 해스터트

존 데니스 해스터트(John Dennis Hastert, 1942년 1월 2일 ~ )는 미국의 정치인이다. 1999년 미국의 제51대 하원의장으로 취임하였다. 공화당 소속으로, 2006년 중간선거에서 공화당이 하원에서 다수당 자리를 민주당에게 넘겨주게 되어 낸시 펠로시에게 물려주고 하원의장에서 물러나게 되었다.

## 역대 선거 결과
| 선거명      | 직책명                         | 대수  | 정당   | 득표율  | 득표수    | 결과 | 당락                     |
| ----------- | ------------------------------ | ----- | ------ | ------- | --------- | ---- | ------------------------ |
| 1980년 선거 | 하원의원 (일리노이 제39선거구) | 82대  | 공화당 | 29.06%  | 64,649표  | 2위  | 일리노이 주의원 당선     |
| 1982년 선거 | 하원의원 (일리노이 제82선거구) | 83대  | 공화당 | 67.84%  | 18,567표  | 1위  | 일리노이 주의원 당선     |
| 1984년 선거 | 하원의원 (일리노이 제82선거구) | 84대  | 공화당 | 100.00% | 33,141표  | 1위  | 일리노이 주의원 당선     |
| 1986년 선거 | 하원의원 (일리노이 제14선거구) | 100대 | 공화당 | 52.37%  | 77,288표  | 1위  | 일리노이주 하원의원 당선 |
| 1988년 선거 | 하원의원 (일리노이 제14선거구) | 101대 | 공화당 | 73.71%  | 161,146표 | 1위  | 일리노이주 하원의원 당선 |
| 1990년 선거 | 하원의원 (일리노이 제14선거구) | 102대 | 공화당 | 66.91%  | 112,383표 | 1위  | 일리노이주 하원의원 당선 |
| 1992년 선거 | 하원의원 (일리노이 제14선거구) | 103대 | 공화당 | 67.33%  | 155,271표 | 1위  | 일리노이주 하원의원 당선 |
| 1994년 선거 | 하원의원 (일리노이 제14선거구) | 104대 | 공화당 | 76.48%  | 110,204표 | 1위  | 일리노이주 하원의원 당선 |
| 1996년 선거 | 하원의원 (일리노이 제14선거구) | 105대 | 공화당 | 64.39%  | 134,432표 | 1위  | 일리노이주 하원의원 당선 |
| 1998년 선거 | 하원의원 (일리노이 제14선거구) | 106대 | 공화당 | 69.76%  | 117,304표 | 1위  | 일리노이주 하원의원 당선 |
| 2000년 선거 | 하원의원 (일리노이 제14선거구) | 107대 | 공화당 | 73.99%  | 188,597표 | 1위  | 일리노이주 하원의원 당선 |
| 2002년 선거 | 하원의원 (일리노이 제14선거구) | 108대 | 공화당 | 74.14%  | 135,198표 | 1위  | 일리노이주 하원의원 당선 |
| 2004년 선거 | 하원의원 (일리노이 제14선거구) | 109대 | 공화당 | 68.63%  | 191,618표 | 1위  | 일리노이주 하원의원 당선 |
| 2006년 선거 | 하원의원 (일리노이 제14선거구) | 110대 | 공화당 | 59.79%  | 117,870표 | 1위  | 일리노이주 하원의원 당선 |